# Petra Pudová
Petra Pudová (* 19. dubna 1987 Uničov) je česká zpěvačka a herečka. Hraje ve filmech a seriálech, účinkuje v muzikálech, vystupuje s hudební kapelou a příležitostně i dabuje. V dubnu 2017 byl publikován její sólový singl One Last Time a na konci června 2017 vyšlo její první sólové album Say it Out Loud.

## Biografie
Petra Pudová se narodila v Uničově, kde s rodiči a bratrem žila do svých 16 let. Od dětství se aktivně věnovala zpěvu, v roce 2008 absolvovala Konzervatoř Jaroslava Ježka, obor muzikál. Své pěvecké schopnosti však dokazovala již v mladším věku, na řadě veřejných vystoupení a talentových soutěžích - Rozjezdy pro hvězdy (2001), Dívka roku (2001) či Česko hledá SuperStar (2004).
V roce 2005, uprostřed studia na konzervatoři, byla obsazena do role Anežky v muzikálu Tajemství Daniela Landy, hraného v Divadle Kalich. Hned následující rok se v jazzové opeře Jiřího Suchého a Jiřího Šlitra Dobře placená procházka pod režijním vedením Miloše Formana postavila na prkna Národního divadla. Ve stejném roce stihla i dvě role ve filmech Experti a Prachy dělaj člověka. Ještě před skončením konzervatoře si zahrála pekelnou pannu ve filmové pohádce Kdo hledá najde a vystupovala v muzikálu Naháči.
Po dokončení konzervatoře ji čekaly další role, kde mohla skloubit své pěvecké a herecké vzdělání a zkušenosti. Objevila se v roli barmanky ve filmu Sněženky a machři 2, dabovala seriály Vražedná čísla, Smetánka, Jake a Blake a jako Angelina Kodatová se po čtyři roky objevovala pravidelně na obrazovkách TV Nova v seriálu Ordinace v růžové zahradě, v roce 2013 pak v seriálu Cirkus Bukowsky.
I přes vytížení hereckými rolemi se nevzdávala svého milovaného zpěvu. Průběžně vystupovala s kapelou na řadě prestižních společenských akcí, nazpívala duet Schází s Janem J. Nedvědem a skupinou Bek Ofis, Nikdy mi nesmíš lhát a Můj čas s Jarkem Šimkem, Čas s Markem Ztraceným.
Rok 2016 věnovala přípravě sólové pěvecké kariéry, v dubnu 2017 byl publikován její sólový singl One Last Time a na konci června 2017 vyšlo její první sólové album Say it Out Loud.

### Saluki
Velkou zálibu má od dětství Petra vedle zpěvu a herectví v domácích zvířatech. V 16 letech, kdy se přestěhovala kvůli studiu konzervatoře do Prahy, si pořídila svého prvního pejska, fenku yorkširského teriéra Jenny. Jenže i přes pracovní vytížení nezůstalo pouze u jednoho. Učarovali ji perští chrti neboli saluki.
Petra je majitelkou sedmi saluk a velmi úspěšné chovatelské stanice Al Zahra. Poličky v jejím domě z velké části zabírají poháry a ocenění, které přiváží se svými salukami z prestižních mezinárodních výstav, dostihů a coursingů.

## Filmografie
- 2006 Experti - barmanka Katka[3]
- 2006 Prachy dělaj člověka - prodavačka
- 2007 Kdo hledá najde[4][5] - pekelná panna
- 2008 Sněženky a machři 2 - barmanka
- 2008 - 2012 Ordinace v růžové zahradě - Angelina Kodatová[8]
- 2013 Cirkus Bukowsky - zdravotní sestra

## Muzikály a divadelní role
- 2005 Tajemství (muzikál) - Anežka[15]
- 2006 Dobře placená procházka - rozvedená žena[16]
- 2007 Naháči - Anna[6]

## Dabing
- 2010 Vražedná čísla[17]
- 2010 Smetánka[18] - Brekin
- 2010 Jake a Blake - Miranda

## Talentové soutěže
- 2001 Rozjezdy pro hvězdy
- 2001 Dívka roku
- 2004 Česko hledá SuperStar